# Ed Westwick
Pour les articles homonymes, voir Westwick.
Edward Jack Peter Westwick, né le 27 juin 1987 à Londres, est un acteur et musicien anglais surtout connu pour son rôle de Chuck Bass dans la série Gossip Girl ainsi que pour celui de Vincent Swan dans la série télévisée White Gold. Il a fait ses débuts au cinéma dans le film Les Fils de l'homme en 2006.

## Biographie
Westwick est né à Stevenage, dans le Hertfordshire. Il est le benjamin des trois garçons de Carole Westwick (née Blenkiron), psychologue scolaire, et de Peter Westwick, professeur d'université. Dès l'âge de six ans, il prend des cours de musique et fréquente une école de théâtre le samedi matin. Il étudie à la Barclay School et au North Hertfordshire College, où il passe des examens d'entrée en commerce, en droit et en communication. Il a fait partie du National Youth Theatre de Londres.

## Carrière

### Acteur
Westwick fait ses débuts au cinéma dans le film Par effraction en 2006 à la suite d'un casting envoyé au National Youth Theatre. L'année suivante, il apparaît dans le film Le Fils de Rambow et est également choisi pour jouer le rôle de Chuck Bass dans la série dramatique pour adolescents Gossip Girl, basée sur la série de livres du même nom par Cecily von Ziegesar. Westwick déclare à propos de son rôle : « Il n'y avait pas beaucoup de travail à faire en amont ; il n'y avait pas beaucoup de travail au Royaume-Uni. Je n'étais à Los Angeles que depuis un mois et j'ai décroché ce rôle. Cela a changé ma vie ». Pour son interprétation de Chuck, il prend un accent américain, inspiré du personnage de Carlton Banks dans la série Le Prince de Bel-Air. Grâce au succès de la série, il est désigné par People comme l'un des hommes les plus sexy de 2008 et apparaît l'année suivante sur la liste des 100 Most Beautiful avec l'ensemble du casting de Gossip Girl. La même année, il joue le rôle de Joey dans le film d'horreur Périmètre mortel. En 2009, Westwick incarne Randy Holt dans Donnie Darko 2 : L'Héritage du sang et joue également dans la troisième saison de la série originale Californication,. 
En 2010, il joue dans le court métrage des frères McHenry, The Commuter, qui est filmé uniquement avec un smartphone Nokia N8. Westwick interprète le rôle d'Agent Smith dans le film J. Edgar de Clint Eastwood en 2011, basé sur J. Edgar Hoover, le premier directeur controversé du FBI,,. La même année, il est apparaît dans la comédie romantique Chalet Girl. Il narre la version audio de City of Fallen Angels de Cassandra Clare et raconte également le deuxième roman de cette dernière, Clockwork Prince, de la série The Infernal Devices.

### Musique
Westwick a été membre du groupe britannique The Filthy Youth. Il est également le chanteur du groupe For You.

## Vie privée
Westwick partage un appartement avec son collègue de Gossip Girl, Chace Crawford, à Manhattan, depuis le début de la série en 2007 jusqu'en juillet 2009, date à laquelle Crawford déménage,,.
En 2024, il fait part de ses fiançailles avec sa petite amie le 29 janvier, Amy Jackson, actrice Bollywood et mannequin,,. Le couple se marie le 23 août, et annonce attendre un enfant en octobre,,.

## Allégations d'agression sexuelle
En novembre 2017, des allégations sont formulées séparément par trois femmes : Kristina Cohen, Rachel Eck et Aurélie Wynn. Cohen et Wynn affirment avoir été violées, et Eck affirme avoir été agressée sexuellement cependant, toutes trois affirment que les incidents se sont produits en 2014,,.
Le bureau du procureur du district de Los Angeles annonce en juillet 2018 que l'acteur ne sera pas poursuivi concernant les allégations de viol et d'agression sexuelle. Les procureurs indiquent que les témoins identifiés par les deux premières victimes présumées « ne sont pas en mesure de fournir des informations qui permettraient à l'accusation de prouver l'un ou l'autre incident au-delà de tout doute raisonnable » et ne sont pas en mesure de contacter la troisième plaignante. Ils précisent également que les autres plaintes déposées par d'autres personnes ne seront pas examinées, car elles concernent des faits antérieurs au délai de prescription.

## Filmographie

### Cinéma
- 2006 : Les Fils de l'homme (Children of Men) de Alfonso Cuarón : Alex, fils de Nigel
- 2006 : Par effraction (Breaking and Entering) de Anthony Minghella : Zoran
- 2007 : Le Fils de Rambow (Son of Rambow) de Garth Jennings : Lawrence Carter
- 2008 : Périmètre mortel (100 Feet) de Eric Red : Joey
- 2009 : Donnie Darko 2 : L'Héritage du sang (S. Darko: A Donnie Darko Tale) de Chris Fisher : Randy
- 2011 : Chalet Girl de Phil Traill : Jonny
- 2011 : J. Edgar de Clint Eastwood : Agent Smith
- 2013 : Roméo et Juliette de Carlo Carlei : Tybalt
- 2014 : Last Flight de Vincent Zhou : Charles Gillis, commandant de bord
- 2015 : Freaks of Nature de Robbie Pickering : Milan Pinache
- 2015 : Bone In The Throat de Graham Henman : Will Reeves
- 2016 : Ransom Games (Billionaire Ransom) de Jim Gillespie : Billy Speck
- 2017 : Jekyll Island (The Crash) de Aram Rappaport : Ben Collins
- 2020 : Enemy Lines : major Kaminski
- 2021 : Me You Madness : TylerJones
- 2023 : Deep fear : Jackson

### Télévision

#### Séries télévisées
- 2006 : Doctors : Holen Edwards (1 épisode)
- 2006 : Casualty : Johnny Cullin (1 épisode)
- 2006 : Afterlife : Darren (saison 2, épisode 1)
- 2007-2012 : Gossip Girl : Chuck Bass (121 épisodes)
- 2009 : Californication : Balt (saison 3, épisode 2)
- 2015 : Wicked City : Kent Galloway (8 épisodes)
- 2017 : Snatch : Sonny Castillo (4 épisodes)
- 2017- 2019: White Gold : Vincent Swan

## Distinctions

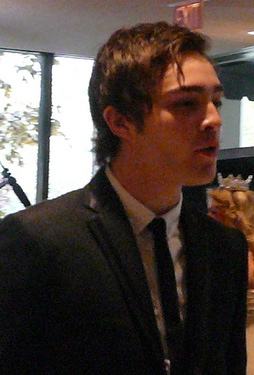
Ed Westwick en 2008 au gala annuel de la WHCA.

Il remporte deux récompenses lors de la cérémonie des Teen Choice Awards 2008 ainsi que deux récompenses lors de la cérémonie Young Hollywood Awards en 2009,.

## Voix françaises
En France, Nessym Guetat est la voix française régulière d'Ed Westwick.
En France
| - Nessym Guetat dans : - Gossip Girl (série télévisée) - Périmètre mortel - Donnie Darko 2 : L'Héritage du sang - Californication (série télévisée) - J. Edgar - Roméo et Juliette - Freaks of Nature - White Gold (série télévisée) - Enemy Lines | Et aussi - Stéphane Pouplard dans Afterlife (série télévisée) - Pierre Lognay (Belgique) dans Wicked City (série télévisée) - Alexis Tomassian dans Le Fils de Rambow - Emmanuel Dekoninck (Belgique) dans '’Chalet Girl |

Au Québec